# العلا (تونس)
العلا (به عربی: العلا ) یک منطقهٔ مسکونی در تونس است که در استان قیروان واقع شده‌است.

## خصوصیات
العلا ۲٬۶۵۷ نفر جمعیت دارد.